# Jaskinia Fosforowa w Alanyi
Jaskinia Fosforowa (tur. Fosforlu) – jaskinia zlokalizowana pod historycznym półwyspem, od strony zachodniej, w tureckim mieście Alanya. Należy do grot morskich, do których wpłynąć można małą łódką lub wpław. Nazwa wiąże się z jej budową geologiczną, która sprawia, iż w blasku księżyca woda ma zielone zabarwienie (jak fosfor). Ten efekt da się również zauważyć w ciągu dnia.